# Råtjärnen (Ytterhogdals socken, Hälsingland)
Råtjärnen är en sjö i Härjedalens kommun i Hälsingland och ingår i Ljungans huvudavrinningsområde.